# Lucie Lomová

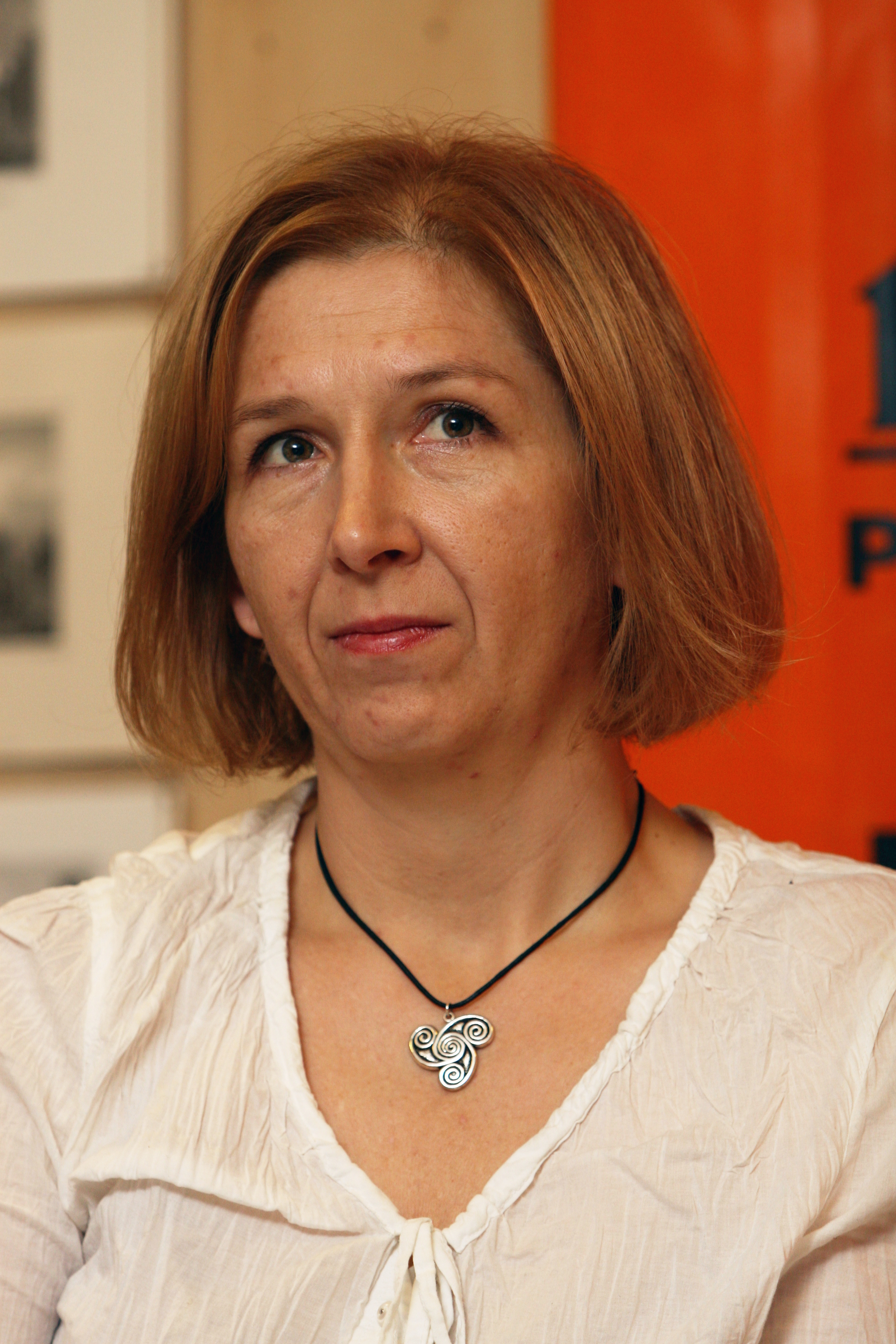
Lucie Lomová

Lucie Lomová (* 23. Juli 1964 in Prag) ist eine tschechische Comiczeichnerin und Illustratorin.
Lucie Lomová studierte zunächst Dramaturgie an der Theaterfakultät der Akademie der Musischen Künste in Prag (DAMU) von 1984 bis 1989. Von 1990 bis 2000 zeichnete sie die Serie Anča a Pepík für die Kinderzeitschrift Čtyřlístek. Die Abenteuer des Mäuse-Paares wurden in drei Alben nachgedruckt, danach zeichnete sie tschechische Märchenadaptionen, welche als Album in mehreren Sprachen gedruckt wurden. Es folgten Comic-Geschichten für Erwachsene, Anna en Cavale (2006) und Les Sauvages (2010). Weiterhin ist sie als Kinderbuch-Illustratorin tätig.

## Werke auf Deutsch
- Goldene Böhmische Märchen, Práh (Prag) 2008 (ISBN 978-80-7252-226-2)
- Die Wilden. Graphic Novel. Aus dem tschechischen von Katharina Hinderer, Bahoe Books Wien 2020.